# Nico Brüngger
Nico Brüngger (2 november 1988) is een Zwitsers wielrenner die anno 2016 rijdt voor Team Roth.

## Carrière
In 2013 werd Brüngger zevende in het eindklassement van de Ronde van Opper-Oostenrijk, op ruim twee minuten van winnaar Riccardo Zoidl. Een jaar later werd hij negende in het nationaal kampioenschap tijdrijden.

## Overwinningen
2013
 Zwitsers klimkampioen, Elite

## Ploegen
- 2015 –  Roth-Škoda
- 2016 –  Team Roth

Baillifard · Baldo · Belda · Brüngger · Bussard · Cecchin · D'Urbano · Gaday · Janorschke · Jaun · Kohler · Krizek · Marguet · Page · Pasche · Pasqualon · Pires · Stüssi · Thalmann · Toffali · Tomio · Vaccher · Zampilli · Zordan